# La Trinité-des-Laitiers
La Trinité-des-Laitiers (la tʁi.ni.te.dɛ.lɛ.tjeⓘ) es una población y comuna francesa, situada en la región de Baja Normandía, departamento de Orne, en el distrito de Argentan y cantón de Gacé.

## Demografía
| 203 | 182 | 129 | 122 | 76 | 103 |
| Para los censos de 1962 a 1999 la población legal corresponde a la población sin duplicidades (Fuente: INSEE [Consultar]) |     |     |     |    |     |